# Slowaakse euromunten

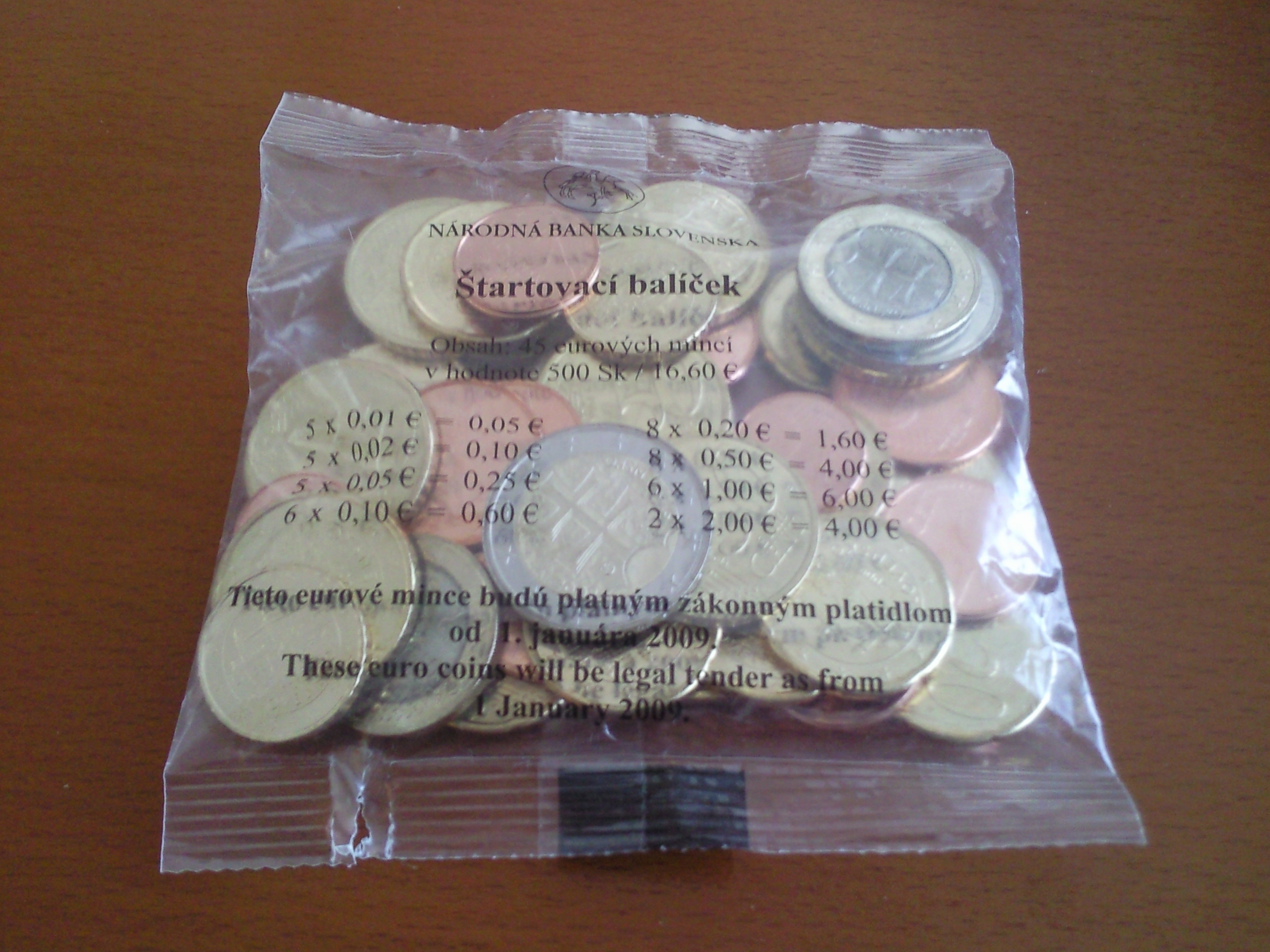
Een starterssetje met Slowaakse euromunten

De eerste Slowaakse euromunten werden in 2008 geslagen. Op 7 mei 2008 heeft de Europese Commissie besloten dat Slowakije aan de eurocriteria voldoet en tot de eurozone mocht toetreden. Vanaf 1 december 2008 werden startpakketjes met Slowaakse euromunten ter waarde van € 16,60 verkocht. Het omwisselen van de Slowaakse kroon voor de euro ging op 1 januari 2009 van start. De munten worden geslagen door de Mincovňa Kremnica.

## Ontwerp
Meer dan 200 kunstenaars hebben meegedaan aan de ontwerpwedstrijd voor de nationale zijde. Vervolgens heeft een jury van de Slowaakse centrale bank tien ontwerpen gekozen. Na een stemronde waar de bevolking aan mee kon doen, zijn de huidige drie afbeeldingen gekozen.
| € 0,01                                                                         | € 0,02                                             | € 0,05                                                            |
| ------------------------------------------------------------------------------ | -------------------------------------------------- | ----------------------------------------------------------------- |
| De top van de berg Kriváň in het Tatragebergte, ontworpen door Drahomír Zobek. |                                                    |                                                                   |
| € 0,10                                                                         | € 0,20                                             | € 0,50                                                            |
| Het Kasteel van Bratislava, ontworpen door Ján Cernaj en Pavol Károly.         |                                                    |                                                                   |
| € 1,00                                                                         | € 2,00                                             | Rand van €2-munten                                                |
| Het wapen van Slowakije ontworpen door Ivan Rehák.                             | Het wapen van Slowakije ontworpen door Ivan Rehák. | SLOVENSKÁ REPUBLIKA met twee sterren en een lindeblad daartussen. |

## Herdenkingsmunten van € 2
- Herdenkingsmunt van 2009: Gemeenschappelijke uitgifte naar aanleiding van de 10de verjaardag van de Europese Economische en Monetaire Unie
- Herdenkingsmunt van 2009: 20ste verjaardag van 17 november 1989 (Dag van de strijd voor vrijheid en democratie)
- Herdenkingsmunt van 2011: 20-jarig bestaan van de Visegrádgroep
- Herdenkingsmunt van 2012: Gemeenschappelijke uitgifte naar aanleiding van de 10de verjaardag van de invoering van de euro
- Herdenkingsmunt van 2013: 1150ste verjaardag van de Byzantijnse missie van St. Cyrillus en Methodius in Groot-Moravië
- Herdenkingsmunt van 2014: 10e verjaardag van de toetreding tot de EU
- Herdenkingsmunt van 2015: 200ste geboortedag van Ľudovít Štúr
- Herdenkingsmunt van 2015: Gemeenschappelijke uitgifte naar aanleiding van het 30-jarig bestaan van de Europese vlag
- Herdenkingsmunt van 2016: Eerste voorzitterschap Europese Unie van Slowakije
- Herdenkingsmunt van 2017: 550ste verjaardag van de opening van de Academia Istropolitana
- Herdenkingsmunt van 2018: 25-jarig bestaan van de Slowaakse Republiek
- Herdenkingsmunt van 2019: 100ste sterfdag van Milan Rastislav Štefánik
- Herdenkingsmunt van 2020: 20ste verjaardag van de toetreding tot de OESO
- Herdenkingsmunt van 2021: 100ste geboortedag van Alexander Dubček
- Herdenkingsmunt van 2022: Gemeenschappelijke uitgifte naar aanleiding van het 35-jarig bestaan van het ERASMUS-programma
- Herdenkingsmunt van 2022: 300ste verjaardag van de bouw van de eerste atmosferische stoommachine in continentaal Europa
- Herdenkingsmunt van 2023: 100ste verjaardag van de eerste bloedtransfusie in Slowakije
- Herdenkingsmunt van 2023: 200ste verjaardag van de start van de exprespostdienst Wenen-Bratislava per paardenkoets
- Herdenkingsmunt van 2024: 100-jarig bestaan van de Internationale Vredesmarathon van Košice
- Herdenkingsmunt van 2025: 100ste verjaardag van het eerste internationale sporttoernooi in Slowakije: Het Europees kampioenschap IJshockey